# Prospero Caffarelli
Prospero Caffarelli  (né en 1592 à Rome, alors la capitale des  États pontificaux, et mort le 14 août 1659 à Rome) est un cardinal italien du XVIIe siècle.

## Biographie
Prospero Caffarelli est gouverneur de plusieurs villes et provinces des États pontificaux et clerc et auditeur général de la Chambre apostolique.
Le pape Innocent X le crée cardinal lors du consistoire du 2 mars 1654. Il participe au conclave de 1655, lors duquel Alexandre VII est élu pape.

### Sources
- Fiche du cardinal sur le site fiu.edu